# Эякуляция
Эякуля́ция (лат. ejaculatio — выбрасывание, извержение; синоним — семяизверже́ние) — выделение семенной жидкости из мочеиспускательного канала (уретры) у мужчин при половом сношении или заменяющих его формах половой активности (мастурбация, минет, петтинг, поллюции и др.).
К эякуляции и тесно связанному с нею оргазму обычно приводит резкое нарастание полового возбуждения при стимуляции полового члена в процессе фрикций. Эякуляция (семяизвержение) обычно сопровождается оргазмом. Эякуляция (семяизвержение) может происходить самопроизвольно во время сна (поллюция).
Семяизвержению обычно предшествует эрекция члена. После семяизвержения кровенаполнение полового члена начинает уменьшаться и эрекция постепенно ослабевает.
Эякуляция (семяизвержение) представляет собой сложный рефлекторный акт, центр которого находится в поясничном отделе спинного мозга. Кроме того, в регуляции процесса семяизвержения определённую роль играют парацентральные дольки головного мозга.

## Предэякуляция
Предэякулят — это прозрачная, бесцветная, вязкая предсеменная жидкость, которая выделяется из мочеиспускательного канала полового члена мужчины наружу, когда он приходит в состояние полового возбуждения. Предэякулят выделяется мужчиной также во время мастурбации, при подготовке к половому сношению или на ранней стадии совокупления, за некоторое время перед тем, когда мужчина полностью достигнет оргазма и у него произойдет семяизвержение.

## Фазы эякуляции
Процесс эякуляции состоит из двух фаз:
- выведение семени в предстательную часть уретры из придатка яичка;
- выброс семенной жидкости из уретры.

Первая (эмиссионная) фаза эякуляторного рефлекса находится под контролем симпатической нервной системы. Вторая фаза (извержение семени из уретры) управляется спинальным рефлексом на уровне корешков спинного мозга S2-S4. Передача нервного импульса, обеспечивающего завершение эякуляции, происходит по срамному нерву. После завершения эякуляции наступает рефрактерный период, в течение которого повторное достижение эякуляции невозможно или затруднено.

### Эмиссионная фаза
Во время эмиссионной фазы процесса эякуляции гладкая мускулатура семенных канальцев придатков яичек (vas deferens) сокращается, вследствие чего сперма извергается из придатков яичек и достигает широкой верхней ампулярной части семявыводящего протока. Начало эмиссионной фазы обычно сопровождается ощущением неизбежности наступления эякуляции. Затем сперма проходит по эякуляторному тракту, смешиваясь с жидкостью из семенных пузырьков, простаты и бульбоуретральных желёз, вследствие чего формируется семя, или эякулят.

### Фаза выброса семени
Во время фазы выброса сформированный ранее эякулят извергается из уретры с помощью ритмичных сокращений гладкой мускулатуры так называемой бульбоспонгиозной мышцы. Эти ритмичные сокращения являются частью мужского оргазма. После начала оргазма семя толчкообразно выбрасывается из уретры, второе и третье (а иногда и первое, в зависимости от физиологии мужчины) выбрасывания совершаются с максимальными объёмом и силой, что также соответствует у психически здоровых мужчин пику достижения оргазма. Затем объём и сила выброса постепенно уменьшаются, головка пениса обретает чувствительность, и последние несколько «толчков» могут быть пустыми сокращениями, при которых дополнительного выброса семени уже не происходит. Типичный мужской оргазм состоит из 10-15 сокращений бульбоспонгиозной мышцы, каждое из которых сопровождается чрезвычайно физиологически приятными ощущениями в теле мужчины. После того, как произошло первое сокращение бульбоспонгиозной мышцы, никакие действия не могут предотвратить дальнейшее семяизвержение (хотя сопровождаемый оргазм может быть сорван). Частота сокращений мышцы постепенно уменьшается в течение оргазма. Начальные сокращения происходят в среднем каждые 0,6 с, с постепенным увеличением продолжительности сокращения и интервала между сокращениями на примерно 0,1 с на каждое сокращение. Сокращения этой мышцы у большинства мужчин происходят ритмично, регулярно в течение всего времени оргазма. Многие мужчины могут также испытывать нерегулярные дополнительные сокращения в конце оргазма.

### Содержимое семени
Клетки Сертоли, которые питают, защищают и поддерживают нормальное развитие созревающих сперматозоидов, секретируют в семенные канальцы яичек жидкость, которая, помимо питания и защиты молодых сперматозоидов, помогает их транспортировке к семявыводящим протокам. Семявыводящие протоки содержат специальные кубические клетки с микроворсинками и лизосомальными гранулами, которые всасывают часть жидкости, изменяя химический состав спермы.

## Характеристики эякуляции

### Объём
Сила выброса и количество эякулята у разных мужчин значительно варьирует. Нормальная эякуляция обычно завершается выбросом от 1,5 до 5 миллилитров семени, хотя были зарегистрированы такие количества как 7, 8, а в редких случаях — даже 10 мл. Некоторые урологические заболевания, например эпидидимит придатка яичка, могут усилить либидо мужчины, тем самым увеличив объём его эякулята.
Объём семенной жидкости, сила её выталкивания при оргазме, а также дееспособность спермы обычно достигают своего пика к 17—18 годам, и начинают спадать после 45—55 лет, но, в отличие от женской репродуктивной системы, мужская окончательно своей пригодности не теряет, и зачать может даже семидесятилетний мужчина при правильном стечении обстоятельств.

### Качество эякулята
Количество сперматозоидов в эякуляте также значительно варьирует от мужчины к мужчине, и зависит от многих факторов, таких, как: период времени, прошедший с предыдущей эякуляции, температура яичек, возраст мужчины, уровень тестостерона, состояние его питания и водного обмена, общий объём семени. Патологически низкое количество сперматозоидов в эякуляте называется олигозооспермией. Необычно малое количество семени, выбрасываемого при эякуляции, называется олигоспермией. Полное отсутствие сперматозоидов в сперме называется азооспермией. Также существует астенозооспермия — снижение количества подвижных форм, а также скорости движения сперматозоидов в сперме.

### Удовлетворение
Каждое сокращение бульбоспонгиозной мышцы сопровождается волной сексуального удовольствия (оргазма), с особенно сильными ощущениями в пенисе, головке и нижней части тела. Первое и второе сокращение обычно сопровождаются наиболее сильным ощущением удовольствия и выбросом наибольшего количества семени. Последующие сокращения, как правило, приводят к меньшему дополнительному выбросу семени и сопровождаются менее сильным ощущением удовольствия. Степень оргазма напрямую связана с количеством выделяемой спермы. У психически нездоровых мужчин при эякуляции оргазм может быть запоздалым или же и вовсе отсутствовать.

## Проблемы эякуляции

### Преждевременная эякуляция
Эякуляция считается (абсолютно) преждевременной, если происходит до или сразу же после интромиссии (введения полового члена во влагалище) и относительно преждевременной, если не позволяет сексуально удовлетворить партнёршу (относительной называется потому, что может обуславливаться заторможенными сексуальными реакциями женщины). Данные представления во многом связаны с традиционным отрицанием различных проявлений сексуальной активности, кроме вагинального секса, которые могут приводить женщину к оргазму. Причиной преждевременной эякуляции может быть длительный период сексуальной абстиненции.

### Запоздалая эякуляция
Хотя сам термин «запоздалая эякуляция» может употребляться в медицине, чаще всего речь идёт о невозможности мужчины достичь оргазма ввиду разных психологических факторов. В подобных случаях даже при наступлении оргазма количество эякулята может быть недостаточным для зачатия (вопреки народному мнению «чем дольше — тем больше»), и пациенту могут быть рекомендованы определённые упражнения, как физические так психологические, для способствования правильного достижения оргазма. Нередко для этого рекомендуются позы «Камасутры».

### Техника прерванных фрикций
Некоторые мужчины, ища достижения максимального оргазма, могут натренировать в себе возможность прерывать половой акт при его приближении, тем самым удерживая эякулят у выхода в уретру и отсрочив наступления оргазма. Тем не менее такая техника может сказаться на проявлении проблем, связанных с эякулированием, а также атрофировать бульбоспонгиозную мышцу или вызвать простатит.

## В художественной литературе
Художественная литература разных эпох и культур, описывая половой акт, обращалась к различным аспектам процесса эякуляции. Так, тот факт, что мужчины после семяизвержения могут чувствовать сонливость, нашёл отражение ещё в XIV песне «Илиады» Гомера (Зевс, насладившись любовью с Герой, засыпает). В эротических сценах литературы новейшего времени описание физиологического акта зачастую сопряжено с описанием сопутствующих ему эмоционально-психологических переживаний.

## В порнографии
«Классическим» завершением порнографического ролика считается эякуляция мужчины, которую принято показывать крупным планом. В порнографии существует несколько приёмов, фокусирующихся на процессе эякуляции:
- жемчужное ожерелье;
- эякуляция на лицо;
- буккакэ.